# Volby do Státního shromáždění Republiky Slovinsko 2011
Volby do Státního shromáždění Republiky Slovinsko vyhlásil prezident Republiky Slovinsko Danilo Türk v pátek 21. října 2011 minutu po půlnoci a termín jejich konání určil na 4. prosinec 2011. Voleno bylo 88 poslanců z 90, doplněných o dva delegáty národnostních menšin.
Volby přinesly vítězství nově vzniklé strany lublaňského župana Zorana Jankoviće, na druhém místě skončila pravicová Slovinská demokratická strana Janeze Janši, třetí Sociální demokraté. Na čtvrtém místě skončil politický subjekt někdejšího člena SDS a bratrance manželky Zorana Jankoviće – Gregora Viranta. Následuje Demokratická strana důchodců Slovinska, Slovinská lidová strana a Nové Slovinsko. Z bývalé koalice se do Státního shromáždění nedostal Zares (7 016 hlasů; 0,65 %) a Liberální demokracie Slovinska (15 898 hlasů; 1,46 %), do Státního shromáždění se nedostala ani doposud opoziční Slovinská národní strana (19 558 hlasů; 1,80 %).

## Volební výsledky

### 88 mandátů
| Politický subjekt                            | Počet hlasů | Procenta | Mandáty |
| -------------------------------------------- | ----------- | -------- | ------- |
| Lista Zorana Jankovića – Pozitivna Slovenija | 311 640     | 28,55 %  | 28      |
| Slovenska demokratska stranka                | 286 253     | 26,22 %  | 26      |
| Socialni demokrati                           | 114 690     | 10,51 %  | 10      |
| Državljanska lista Gregorja Viranta          | 91 809      | 8,41 %   | 8       |
| Demokratična stranka upokojencev Slovenije   | 76 147      | 6,98 %   | 6       |
| Slovenska ljudska stranka                    | 75 090      | 6,88 %   | 6       |
| Nova Slovenija - Krščanska ljudska stranka   | 52 494      | 4,81 %   | 4       |

### Zástupci menšin
Jako zástupce italské národnostní menšiny kandidoval jen Roberto Battelli. Na mandát zástupce maďarské menšiny kandidovali László Göncz a Dušan Orban, zvítězil se ziskem 68,54 % hlasů László Göncz.